# Dominique Devenport
Dominique Devenport (Luzern, 1996) is een Amerikaans-Zwitserse actrice.
Devenport heeft een Amerikaanse vader en een Zwitserse moeder. Ze groeide op in Luzern. Ze verwerft haar eerste acteerervaring in het theater van haar school. In 2012 speelde ze in de televisiefilm Nebelgrind, die het verhaal vertelt van een boerenfamilie met de ziekte van Alzheimer. Ze speelt de rol van Toni, de dochter van de boer. In 2013 speelt ze de rol van Natalie in de film Night Train to Lisbon met Jeremy Irons.
Tussen 2016 en 2017 volgde ze het een intensieve cursus bij het Schauspielfabrik in Berlijn. Na haar afstuderen van de middelbare school, volgde ze van 2017 tot 2021 een opleiding aan de  Otto Falckenberg toneelschool in München. In 2021 speelde ze haar eerste hoofdrol met de televisieserie Sisi. Daarin speelde ze de titelrol van Elisabeth in Beieren, beter bekend als Sisi naast Jannik Schümann met de rol van Frans Jozef I van Oostenrijk.

## Filmografie

### Film
- Night Train to Lisbon (2013)
- Der Passfälscher (2022)

### Televisie
- Nebelgrind (2012) - televisiefilm
- Gipfelstürmer (2014) - televisiefilm
- Sisi (2021-heden) - televisieserie
- Davos 1917 (2023-heden) - televisieserie

## Theater
- November 18 (Revolution & Wahnsinn) (2018)
- Rein Gold. Ein Bühnenessay (2020) Münchner Kammerspiele